# Disphragis jamaicensis
Disphragis jamaicensis is een vlinder uit de familie van de tandvlinders (Notodontidae). De wetenschappelijke naam van de soort is, als Heterocampa jamaicensis, voor het eerst geldig gepubliceerd in 1901 door William Schaus.

## Type
- syntypes: "females"
- instituut: USNM Smithsonian Institution, Washington, U.S.A.
- typelocatie: "Jamaica, Newcastle"